# BEL20
| BEL20          | BEL20            |
| Stammdaten     | Stammdaten       |
| -------------- | ---------------- |
| Staat          | Belgien          |
| Börse          | Euronext Brüssel |
| ISIN           | BE0389555039     |
| WKN            | A0AEM4           |
| Symbol         | BFX              |
| RIC            | ^BFX             |
| Bloomberg-Code | BEL20 <INDEX>    |
| Kategorie      | Aktienindex      |
| Typ            | Kursindex        |
| Familie        | Euronext         |

Der BEL20 (Belgian 20 Index) ist ein Aktienindex an der Börse Euronext in Brüssel (Euronext Brüssel). Er umfasst 20 der größten Aktiengesellschaften in Belgien.

## Berechnung
Der BEL20 ist technisch gesehen ein Kursindex. Insgesamt enthält der Index – wie der Name schon andeutet – maximal 20 Werte, die an der Mehrländerbörse NYSE Euronext gelistet sind. Der Indexstand wird ausschließlich auf Grund der Aktienkurse ermittelt und nur um Erträge aus Bezugsrechten und Sonderzahlungen bereinigt. Die Berechnung wird während der Handelszeit von 9:00 Uhr bis 17:30 Uhr MEZ jede Sekunde aktualisiert. Das entscheidende Kriterium für die Aufnahme ist die Marktkapitalisierung des Streubesitzes, wobei der Free-Float bei mindestens 15 Prozent liegen sollte und darüber hinaus bei der Kalkulation immer in 5-Prozent-Schritten aufgerundet wird. Liegt also der Streubesitz beispielsweise zwischen 25 und 30 Prozent, so geht der letztere Wert als Gewichtungsfaktor der Marktkapitalisierung in die Berechnung ein.

## Geschichte

### Historischer Überblick

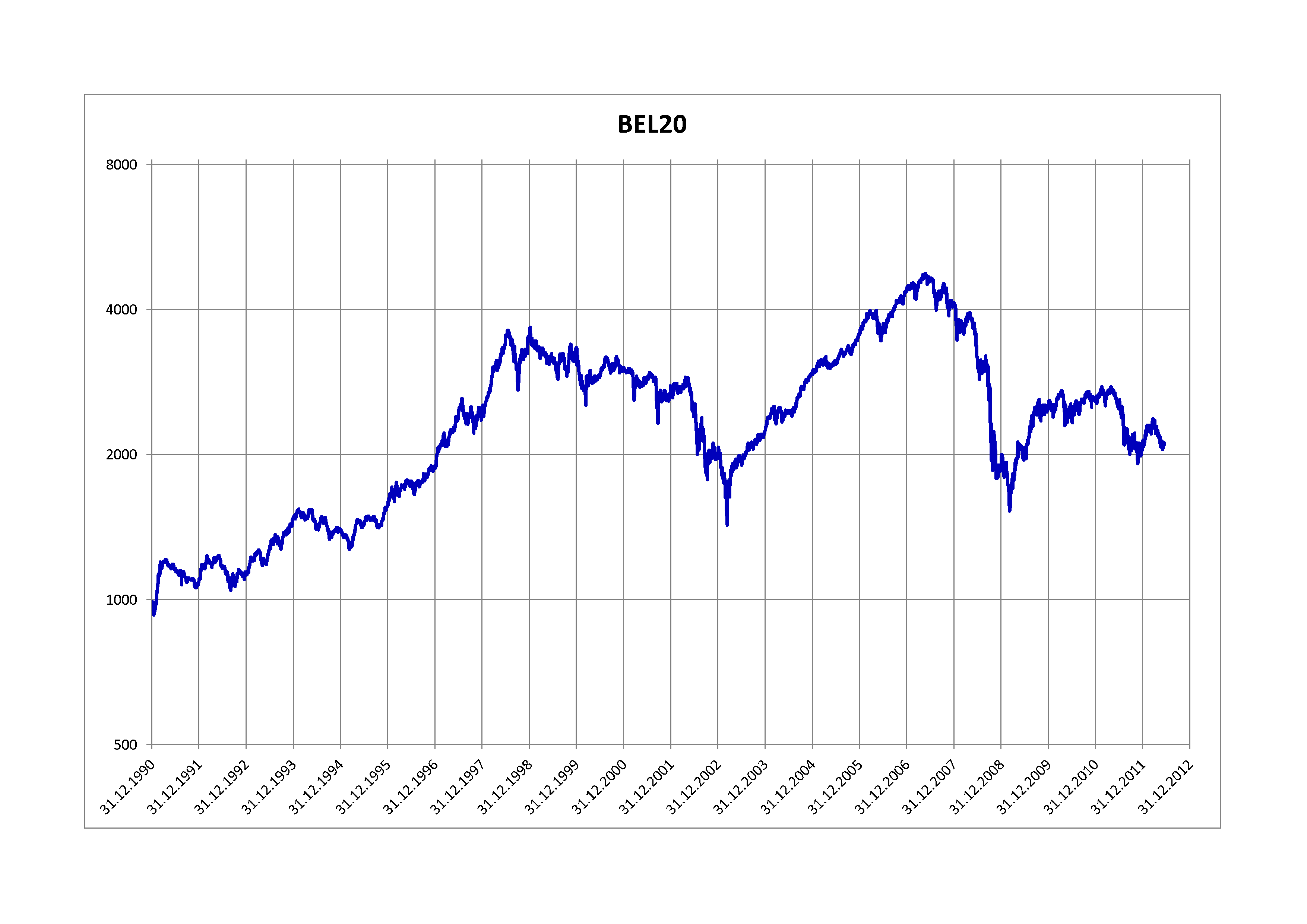
BEL20 Index 1990–2012

Der BEL20 wurde am 18. März 1991 zum ersten Mal veröffentlicht. Basiswert sind 1.000 Punkte am 31. Dezember 1990. Am 15. Januar 1997 überwand der belgische Leitindex mit einem Schlussstand von 2.005,37 Punkten zum ersten Mal die 2.000-Punkte-Marke und am 24. März 1998 mit einem Schlussstand von 3.010,36 Punkten erstmals die Grenze von 3.000 Punkten. Am 6. Januar 1999 schloss der BEL20 auf einem Rekordstand von 3.681,92 Punkten. Das war ein Anstieg seit Dezember 1990 um 268,2 Prozent.
Nach dem Platzen der Spekulationsblase im Technologiesektor (Dotcom-Blase) fiel der Aktienindex bis zum 12. März 2003 auf einen Tiefststand von 1.426,59 Punkten. Das war ein Rückgang seit Januar 1999 um 61,3 Prozent. Der 12. März 2003 bedeutet das Ende der Talfahrt. Ab dem Frühjahr 2003 begann der BEL20 wieder zu steigen. Am 20. September 2006 schloss das Börsenbarometer mit 4.021,99 Punkten zum ersten Mal über der 4.000-Punkte-Marke. Am 23. Mai 2007 beendete der Aktienindex den Handel auf einem Allzeithoch von 4.756,82 Punkten. Seit dem Tiefststand im März 2003 beträgt der Gewinn 233,4 Prozent.
Im Verlauf der internationalen Finanzkrise, die im Sommer 2007 in der US-Immobilienkrise ihren Ursprung hatte, begann der BEL20 wieder zu sinken. Am 11. Juli 2008 schloss der Index mit 2.959,35 Punkten unter der Grenze von 3.000 Punkten und am 16. Oktober 2008 mit 1.946,38 Punkten unter der Marke von 2.000 Punkten. Einen neuen Tiefststand erzielte der Index am 6. März 2009, als er den Handel mit 1.527,27 Punkten beendete. Seit dem Allzeithoch vom 23. Mai 2007 entspricht das einem Rückgang um 67,9 Prozent. Es ist der größte Sturz in der Geschichte des BEL20.
Der 6. März 2009 markiert den Wendepunkt der Talfahrt. Ab dem Frühjahr 2009 war der Aktienindex wieder auf dem Weg nach oben. Bis zum 17. Februar 2011 stieg er um 81,4 Prozent auf einen Schlussstand von 2.770,81 Punkten. Die Abschwächung der globalen Konjunktur und die Verschärfung der Eurokrise führten zu einem Kurseinbruch des belgischen Leitindex. Am 24. November 2011 beendete der BEL20 den Handel bei 1.916,26 Punkten. Der Verlust seit dem Höchststand am 17. Februar 2011 beträgt 30,9 Prozent.
Die Ankündigung neuer Anleihekaufprogramme der Europäischen Zentralbank und der US-Notenbank in grundsätzlich unbegrenztem Umfang führte zu einer Erholung der Kurse am Aktienmarkt. Die monetären Impulse spielten eine größere Rolle bei der Kursbildung, als die weltweite Wirtschaftsabkühlung und die Lage der Unternehmen. Am 3. Januar 2013 schloss der Index bei 2.516,85 Punkten und damit um 31,4 Prozent höher als am 24. November 2011.

### Höchststände
Die Übersicht zeigt die Allzeithöchststände des BEL20.
|                      | Punkte   | Datum                  |
| -------------------- | -------- | ---------------------- |
| im Handelsverlauf    | 4.759,01 | Mittwoch, 23. Mai 2007 |
| auf Schlusskursbasis | 4.756,82 | Mittwoch, 23. Mai 2007 |

### Meilensteine
Die Tabelle zeigt die Meilensteine des BEL20.
| Erster Schlussstand über | Schlussstand in Punkten | Datum              |
| ------------------------ | ----------------------- | ------------------ |
| 1.000                    | 1.000,00                | 31. Dezember 1990  |
| 1.500                    | 1.509,67                | 19. Januar 1994    |
| 2.000                    | 2.005,37                | 15. Januar 1997    |
| 2.500                    | 2.504,47                | 7. Juli 1997       |
| 3.000                    | 3.010,36                | 24. März 1998      |
| 3.500                    | 3.533,02                | 1. Juli 1998       |
| 4.000                    | 4.021,99                | 20. September 2006 |
| 4.500                    | 4.507,29                | 2. Februar 2007    |

### Jährliche Entwicklung
Die Tabelle zeigt die jährliche Entwicklung des BEL20 seit 1990.
| Jahr | Schlussstand in Punkten | Veränderung in Punkten | Veränderung in % |
| ---- | ----------------------- | ---------------------- | ---------------- |
| 1990 | 1.000,00                |                        |                  |
| 1991 | 1.029,72                | 29,72                  | 2,97             |
| 1992 | 1.127,02                | 97,30                  | 9,45             |
| 1993 | 1.473,10                | 346,08                 | 30,71            |
| 1994 | 1.389,64                | −83,46                 | −5,67            |
| 1995 | 1.559,63                | 169,99                 | 12,23            |
| 1996 | 1.897,58                | 337,95                 | 21,67            |
| 1997 | 2.419,34                | 521,76                 | 27,50            |
| 1998 | 3.514,51                | 1.095,17               | 45,27            |
| 1999 | 3.340,43                | −174,08                | −4,95            |
| 2000 | 3.024,49                | −315,94                | −9,46            |
| 2001 | 2.782,01                | −242,48                | −8,02            |
| 2002 | 2.025,04                | −756,97                | −27,21           |
| 2003 | 2.244,18                | 219,14                 | 10,82            |
| 2004 | 2.932,62                | 688,44                 | 30,68            |
| 2005 | 3.549,25                | 616,63                 | 21,03            |
| 2006 | 4.288,53                | 739,28                 | 20,83            |
| 2007 | 4.127,47                | −161,06                | −3,76            |
| 2008 | 1.908,64                | −2.218,83              | −53,76           |
| 2009 | 2.511,62                | 602,98                 | 31,59            |
| 2010 | 2.578,60                | 66,98                  | 2,67             |
| 2011 | 2.083,42                | −495,18                | −19,20           |
| 2012 | 2.475,81                | 392,39                 | 18,83            |
| 2013 | 2.923,82                | 448,01                 | 18,10            |
| 2014 | 3.285,26                | 361,44                 | 12,36            |
| 2015 | 3.700,30                | 415,04                 | 12,63            |
| 2016 | 3.606,36                | −93,94                 | −2,54            |
| 2017 | 3.977,88                | 371,52                 | 10,30            |
| 2018 | 3.243,63                | −734,25                | −18,46           |
| 2019 | 3.955,83                | 712,20                 | 21,96            |
| 2020 | 3.621,28                | −334,55                | −8,46            |
| 2021 | 4.310,15                | 688,87                 | 19,02            |
| 2022 | 3.701,17                | −608,98                | −14,13           |
| 2023 | 3.707,77                | 6,6                    | 0,18             |

## Zusammensetzung
Der BEL20 setzt sich aus folgenden Unternehmen zusammen (Stand: 31. Dezember 2024).
| Name                     | Branche                   | Indexgewichtung in % | Logo |
| ------------------------ | ------------------------- | -------------------- | ---- |
| Ackermans & van Haaren   | Finanzen                  | 4,09                 |      |
| Aedifica                 | Immobilien                | 2,64                 |      |
| Ageas Holding            | Versicherungen            | 7,39                 |      |
| Anheuser-Busch InBev     | Getränke                  | 11,80                |      |
| Argenx                   | Pharmazie                 | 11,77                |      |
| Azelis Group             | Chemie                    | 2,97                 |      |
| Cofinimmo                | Immobilien                | 2,02                 |      |
| D’Ieteren                | Kfz-Dienstleistungen      | 3,40                 |      |
| Elia System Operator     | Netzbetreiber             | 2,43                 |      |
| Galápagos                | Pharmazie                 | 0,95                 |      |
| Groupe Bruxelles Lambert | Beteiligungsgesellschaft  | 5,26                 |      |
| KBC Group                | Banken und Versicherungen | 12,12                |      |
| Lotus Bakeries           | Lebensmittel              | 4,34                 |      |
| Melexis                  | Elektronik                | 1,13                 |      |
| Sofina                   | Beteiligungsgesellschaft  | 2,95                 |      |
| Solvay                   | Chemie                    | 2,11                 |      |
| Syensqo                  | Chemie                    | 5,16                 |      |
| UCB                      | Pharmazie                 | 12,27                |      |
| Umicore                  | Chemie                    | 1,94                 |      |
| WDP                      | Immobilien                | 3,29                 |      |